# Sonicze
Sonicze – wieś na Białorusi, położona w obwodzie grodzieńskim, w rejonie grodzieńskim, na północ od Sopoćkiń przy drodze do Kopciowa (Republika Litewska), na północnym brzegu Kanału Augustowskiego. Do ustalenia granicy w 1946 r. w województwie białostockim, powiat augustowski, gmina Wołłowiczowce. W 1827 r. była to wieś włościańska (chłopska) złożona z 13 domów i 74 mieszkańców.
Staraniem kierownika szkoły (wówczas jeszcze rosyjskiej) Józefa Łucznika w 1991 r. uruchomiono tu pierwszą na dzisiejszej Białorusi polskojęzyczną szkołę podstawową. 
W pobliżu wsi Kanał Augustowski śluzą Czortek (nazwa od przysiółka położonego w zakolu rzeki Czarna Hańcza) wychodzi z naturalnego koryta rzeki i całkowicie sztucznym odcinkiem zmierza do Niemna.